# Густав фон Ешеріх
Густав фон Ешеріх (нар. 1 червня 1849, Мантуя — пом. 28 січня 1935, Відень) — австрійський математик.

## Життєпис
Ешеріх був сином австрійського імператорського офіцера і народився у фортеці Мантуя. Коли сім'я приїхала до Відня в 1862 році, він відвідував там Академічну гімназію. Тут його талант помітив  вчитель Август Гернерт, автор популярних підручників та таблиць логарифмів.
Після закінчення середньої школи вивчав фізику і математику у Віденському університеті. За рекомендацією Гернерта Ешеріх отримав посаду асистента в Технічному університеті Ґраца, де написав працю «Геометрія на поверхнях постійної кривини», а також отримав тут докторський ступінь. Спочатку він був приват-доцентом, а з 1876 по 1879 рр. він був доцентом університету у Граці, перш ніж його призначили професором у Чернівецький університет. Там він написав «Введення в аналітичну геометрію простору».
У 1882 році він став професором Технічного університету в Граці. Його наступником у Граці став Франц Мертенс. З 1884 року до свого виходу на пенсію в 1920 році через хворобу Ешеріх був повним професором Віденського університету. У 1903/04 роках був ректором цього університету. Його наступником у Відні став Ганс Ган.
Разом з Емілем Вейром Ешеріх був засновником «Щомісячних журналів з математики та фізики», разом з Людвігом Больцманом і Емілем Мюллером засновниками Австрійського математичного товариства, членом Австрійської академії наук і головою комісії Академії з видання математичної енциклопедії.
Ешеріх був одружений на композиторці Кітті фон Ешеріх. Похований на Центральному кладовищі Відня. 
Густав фон Ешеріх також вважався особливим другом початкової школи. Він регулярно жертвував значні суми грошей на початкову школу Chapels an der Mürz, де щороку проводив свої літні канікули з 1880-х років.